# Cino Del Duca
Pacifico Del Duca llamado "Cino" (Montedinove, (Provincia de Ascoli Piceno) 25 de julio de 1899 - París 24 de mayo de 1967) fue un empresario editorial, presidente honorario de la sociedad deportiva Ascoli Calcio 1898 en los años 1950/60 junto a su hermano Lillo.

## Biografía
Creador del diario "Il Giorno", junto a Gaetano Baldacci (anteriormente enviado especial de "Il Corriere della Sera") y el presidente del Eni, Enrico Mattei.
Vivió y trabajó fundamentalmente en Francia, lugar en el que es muy conocido y está enterrado en el Cementerio de Père Lachaise, junto a Gioachino Rossini, Oscar Wilde, Maria Callas o Jim Morrison (entre otros muchos). Ha dado nombre, junto a su hermano Lillo, al estadio de Ascoli Piceno. También una calle de esa localidad lleva su nombre.
- Datos: Q1069399
- Multimedia: Cino Del Duca / Q1069399